# Arzl im Pitztal
Arzl im Pitztal je obec v Rakousku ve spolkové zemi Tyrolsko v okrese Imst, ve výšce kolem 880 m n. m. a rozloze 29,37 km². Žije zde přibližně 3 100 obyvatel.

## Poloha
Obec se nachází v ústí údolí Pitztal mezi severním svahem Venet (2513 m n. m.) a Leiner Kögele (2387 m n. m.) v nízkém pohoří nad údolím řeky Inn. Je rozdělena řekou Pitze, která ve vápencovém podloží prorazila hlubokou rokli Arzler Pitzeklamm.
Přirozené hranice tvoří na severu řeka Inn, kde Arzl sousedí s obcemi Imst, Karrösten a Karres, na západě masív Venet se sousední obcí Imsterberg, na jihu v údolní oblasti sousedí s obcemi Wenns a Jerzens, na východě tvoří přirozenou hranicí potok Walderbach se sousední obcí Roppen.
Oblast obce v důsledku přirozené ochrany Lechtalských Alp má relativně málo srážek a je chráněn proti větru. Díky příznivým klimatickým podmínkám se zde daří všem druhům obilnin (ječmen, pšenice. žito a kukuřice), bramborám, jádrovému a peckovitému ovoci a zraje zde i vinná réva.
Celková rozloha obce je 29,37 km², z toho 20,5 % připadá na zemědělskou půdu, 7,7 % jsou vysokohorské alpské louky, 60 % tvoří lesy. Z celkové plochy je 29 % území osídleno.

## Členění obce
Na katastrálním území obce Arzl im Pitztal se nachází sedm částí (počet obyvatel k 1. 1. 2021):
- Arzl im Pitztal (1889)
- Blons (54)
- Hochasten (66)
- Leins (325)
- Ried (98)
- Timls (122) (dříve Timmls[5])
- Wald (586)

Hlavními částmi je stejnojmenná vesnice Arzl na levé straně řeky Pitze a Wald im Pitztal na opačné straně řeky. Součástí obce jsou také četné rozptýlené osady. V obci je železniční stanice Imst-Pitztal a část Osterstein.
Obcí vede silnice L16 (Pitztalstraße)

### Sousední obce
| Imst       | Karrösten | Karres |
| Imsterberg |           | Roppen |
| Wenns      | Jerzens   |        |

## Historie
Archeologické nálezy  z roku 1966 dokládají osídlení v pravěku, v době bronzové, v období halštatské kultury a v době římské. Byly nalezeny pozůstatky římského opevnění a díky tomuto nálezu lze odvodit jméno Arzl od latinského arcela – malý tábor.
První písemná zmínka o obci pochází z roku 1260 z darovací listiny, kde páni ze Starkenbergu darují obec klášteru Wilten. Ve středověku zde vedle různých světských a církevních majitelů statků hospodařilo několik svobodných hospodářů. Obyvatelé Arzlu se také účastnili různých bitev a válek v 18., 19. a 20. století a vyžádali si své oběti. Během první světové války byla vybudována důležitá silnice z údolí řeky Inn do Arzlu. Odbojová hnutí za druhé světové války měla v Arzlu základnu. Vzhledem k výhodné poloze a dobrému klimatu lze předpokládat, že na území obce existovalo osídlení již velmi brzy.

## Významní rodáci
- Benjamin Raich (* 1978) – lyžař
- Angela Eiter (* 1986) - Mistryně světa ve sportovním lezení